# Archiwum Archidiecezjalne Lubelskie w Lublinie
Archiwum Archidiecezjalne Lubelskie – utworzone na początku XIX wieku, po utworzeniu rzymskokatolickiej diecezji w Lublinie, pod ówczesnym zaborem austriackim. Tereny te następnie w latach 1809–1815 należały do Księstwa Warszawskiego, a w latach 1915–1918 do Królestwa Polskiego pod zaborem rosyjskim. W 1918 roku ziemie polskie wyzwolono i powstała niepodległa Rzeczpospolita Polska.

## Historia
Początki działalności archiwum sięgają czasów, gdy w 1805 roku utworzono diecezję lubelską, jako kontynuację wcześniejszej diecezji chełmskiej. Archiwum stało się dziedzicem średniowiecznej tradycji kościelnej na tych terenach. W średniowieczu przy katedrach, kolegiatach i konsystorzach gromadzono akta, tworzone przez kancelarie łacińskich biskupów i oficjałów chełmskich oraz archidiakonów i oficjałów lubelskich. Nowa organizacja kościelna w 1805 roku sprawiła, że wszystkie archiwalia uległy scaleniu w ramach kościoła lubelskiego. 
Siedziba archiwum zmieniała się wielokrotnie. Od początków XIX wieku do 1846 roku znajdowało się w 
kamienicy przy kolegiacie pw. św. Michała Archanioła na Starym Mieście. Następnie archiwum mieściło się przy ul. Podwale, a od 1856 roku w pomieszczeniach przy konsystorzu biskupim, przy ul. Zamojskiej. W 1867 roku władze carskie, w ramach represji po powstaniu styczniowym zlikwidowały diecezję podlaską, a archiwalia konsystorza podlaskiego zostały przewiezione do Lublina. 24 września 1918 roku utworzono diecezję siedlecką, a archiwalia z tamtych terenów zwrócono do nowej diecezji w Siedlcach. Na początku II wojny światowej doszło do zniszczenia części archiwaliów przez żołnierzy niemieckich. W 1940 roku na polecenie kierownika Urzędu Archiwalnego przy gubernatorze dystryktu lubelskiego, część akt umieszczono w Archiwum Państwowym w Lublinie, a pozostałe w pomieszczeniach przy kościele Wniebowzięcia NMP Zwycięskiej w Lublinie. W 1944 roku najcenniejsze archiwalia z powodu zbliżającego się frontu ewakuowano do Krakowa, skąd rewindykowano je z powrotem do Lublina w 1946 roku, a pozostałe akta także powróciły do archiwum.
W 1984 roku część historyczna archiwum została przeniesiona do nowo wybudowanego gmachu. 25 marca 1992 roku została utworzona Archidiecezja Lubelska, a z jej terenu wydzielono diecezję zamojsko-lubaczowską. Część dekanatów przeszła pod zarząd diecezji sandomierskiej. Archiwalia z odłączonych terenów przekazano do nowych diecezji. W latach 2010–2012 pomieszczenia archiwum zostały odnowione i zmodernizowane, z uwzględnieniem nowoczesnych standardów.